# Bernhard ten Brink
Se även Jan ten Brink.
Bernhard Egidius Konrad ten Brink, född den 12 januari 1841 i Amsterdam, död den 29 januari 1892 i Strassburg, var en tysk språkforskare.
ten Brink blev docent vid akademin i Münster 1866, professor i moderna språk vid universitetet i Marburg 1870 och i engelsk filologi i Strassburg 1873. ten Brink ägnade sig i all synnerhet åt undersökning av skalden Chaucers arbeten och över huvud åt litteraturhistorien. Sedan 1874 utgav ten Brink, först tillsammans med Wilhelm Scherer, sedermera med Ernst Martin och Erich Schmidt, "Quellen und Forschungen zur Sprach- und Kulturgeschichte der germanischen Völker". En bibliografi över ten Brinks vetenskapliga arbeten finns i Eugen Kölbings "Englische Studien", band 17.
Hans förnämsta skrifter är Chaucer. Studien zur Geschichte seiner Entwicklung und zur Chronologie seiner Schriften (band I, 1870), Chaucers Sprache und Verskunst (1884, 2:a upplagan 1899) och Geschichte der englischen Literatur (fullbordat endast till reformationstiden; band I, 1877, 2:a upplagan 1899, II, l, 1889; II, 2, utgivet av Alois Brandl, 1893), det första mera djupgående arbetet på detta område, Beiträge zur englischen Lautlehre (i tidskriften "Anglia", I, 1878), Dauer und Llang. Ein Beitrag zur Geschichte der Vokalquantität im Altfranzösischen (1879), Beowulf. Untersuchungen (1888) och Über die Aufgabe der Literaturgeschichte (1890).